# Otchamtchire
Pour la municipalité, voir Otchamtchiré (municipalité).
Otchamtchire (en géorgien : ოჩამჩირე) ou Otchamtchira (en abkhaze : Очамчыра) est une ville côtière des rives de la mer Noire faisant partie, selon la juridiction géorgienne, de la république géorgienne autonome d'Abkhazie ou, selon la juridiction abkhaze, de la nouvelle république indépendante d'Abkhazie, et le centre d'un district éponyme. Otchamtchiré bénéficie d'un climat tropical. 
La ville se trouve à 50 km au sud de Soukhoumi et à 351 km de Tbilissi.

## Histoire
La ville fut fondée par les Grecs pontins, il y a 2500 ans. Son nom antique était Guyenos. Elle appartint à l'Empire byzantin, à une principauté d'Abkhazie vassale des Géorgiens, puis à l'Empire ottoman jusqu'au XIXe siècle, ensuite à l'Empire russe devenu U.R.S.S. où la ville fut intégrée à une république autonome abkhaze au sein de la Géorgie soviétique. À la chute de l'U.R.S.S. et de la Géorgie soviétique, eut lieu en 1992 une guerre d'indépendance réprimée par le pouvoir géorgien de Zviad Gamsakhourdia.
En conséquence, les Géorgiens d'Otchamtchire furent expulsés en grand nombre de la ville, lorsque l'Abkhazie proclama sa sécession de la Géorgie, en 1993. Depuis lors, la Géorgie imposa un blocus économique de la région qui vécut de manière autonome et séparée de la Géorgie. 
Pendant cette première guerre d'Abkhazie (1992-1993), des sources indiqueraient que les Géorgiens chrétiens ont souffert d'exactions de la part d'Abkhazes musulmans.
Après la seconde guerre-éclair d'août 2008, lancée par Mikhail Saakachvili et la seconde défaite géorgienne, le président abkhaze Sergueï Bagapch a fait part en janvier 2009 de son intention de faire construire à Otchamtchire une base technique et de réparations pour la flotte russe de la mer Noire.

## Jumelage
- Bendery (Moldavie)